# Świdnik Mały
Świdnik Mały – wieś w Polsce położona w województwie lubelskim, w powiecie lubelskim, w gminie Wólka.
Prywatna wieś duchowna położona była w drugiej połowie XVI wieku w powiecie lubelskim województwa lubelskiego. W latach 1975–1998 miejscowość administracyjnie należała do ówczesnego województwa lubelskiego.
Wieś stanowi sołectwo gminy Wólka. Według Narodowego Spisu Powszechnego z roku 2011 wieś liczyła 183 mieszkańców.